# Stomatostoecha
Stomatostoecha es un género de foraminífero bentónico de la familia Mayncinidae, de la superfamilia Nezzazatoidea, del suborden Nezzazatina y del orden Lituolida. Su especie tipo es Stomatostoecha plummerae. Su rango cronoestratigráfico abarca el Albiense (Cretácico inferior).

## Discusión
Clasificaciones previas incluían Stomatostoecha en la superfamilia Lituoloidea, así como en el suborden Textulariina del orden Textulariida, o en el orden Lituolida sin diferenciar el suborden Nezzazatina.

## Clasificación
Stomatostoecha incluye a las siguientes especies:
- Stomatostoecha plummerae †
- Stomatostoecha plummerae †